# Дураковичи (Власеница)
Дураковичи (серб. Дураковићи / Durakovići) — село в общине Власеница Республики Сербской Боснии и Герцеговины. Население составляет 87 человек по переписи 2013 года.